# Uechi-ryu
Uechi-ryu (em japonês:  上地流, Uechi-ryũ) é um estilo de caratê. Seu fundador é sensei Kanbun Uechi (上地完文), (1877-1948), depois que este viajou até a China e de estudado o estilo pangainun, de wushu.

## História
Quando contava com a idade de vinte anos, o jovem Kanbun Uechi empreendeu uma viagem até a cidade de Fucheu, na China, com o objetivo de lá aprender as técnicas das modalidades de luta que naquela famosa região praticavam-se. Em Fucheu, Uechi permaneceu a estudar por dez anos um estilo que chamou de Pangainun[a], de chuan fa, sob os auspícios do mestre/monge Shushiwa ou Chou Tzu Ho, com quem tinha estabelecido amizade. O referido estilo era, sob certos aspectos, muito assemelhado ao praticado em Oquinaua por Kanryo Higaonna. Após esse período, Uechi instalou sua própria escola do estilo na província de Nanjing, onde ficou por dois anos.

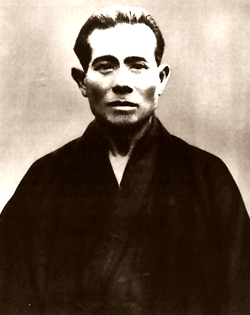
Sensei Kanbun Uechi

Ao contrário do que sucedeu com os estilos de karatê modernos, o estilo não foi influenciado por Sokon Matsumura ou Kanryo Higashionna. Ainda assim, é considerado uma forma evoluída diretamente do naha-te, devido à origem e influências similares.
Após a morte do fundador, alguns dos mais graduados alunos reuniram-se e formaram um outra escola, formalmente ainda conhecida como Uechi-ryu, mas que é nomidada de Shohei-ryu.

## Cultura

### Filosofia
O Uechi-Ryu não se baseia apenas em um estilo de Karatê, durante os treinos os "Sensei" costumam a ajudar seus aprendizes fazendo-os pensarem sobre temas que compõe a sociedade, fazendo-os pensar sobre aquilo que os cercam e sobre o que querem para a própria vida. A repetição constante dos temas sobre a sociedade também é uma forma de fazê-los pensar sobre o que compõe o estilo e suas próprias filosofias de vida.

### Graduação
Branca  (6º kyu)
Amarela (5º kyu)
Laranja (4º kyu)
Verde (3° kyu)
azul  (2º kyu)
Marrom (1º)
Preta (1º ao 6º dan)
Coral (6º dan ao 9° Dan). A faixa coral é um indicativo de que o mestre ja é um shihan, sendo opcional o uso da mesma.
Ainda assim o atleta ainda é faixa preta.
Existem também 3 faixas destinadas aos alunos abaixo de 15 anos. Ficando assim a graduação:
Branca (9° kyu)
Azul Clara (8° kyu)
Roxa (7º kyu)
Vermelha (6° kyu)
Amarela (5° kyu)
Laranja (4° kyu)
Verde (3° kyu)
Azul Escura (2° kyu)
Marrom (1° kyu)
Preta (1º ao 6º dan)

## Kata
O repertório técnico deste estilo é baseado em três kata essenciais:
1º Sanchin.
2º Seisan.
3º Sanseyru.
A essa lista foram por Kanei Uechi adicionados os kata
4º Kanchin.
5º Kanshiwa.
6º Kanshu.
7º Seichin.
8º Seirui.
Assim como muitos dos estilos de caratê, o Uechi-ryu mudou após a II Guerra Mundial. Neste caso específico, foi adicionado o kumite, além de 5 outros katas, em sua metodologia de treinamento. Diz-se que o estilo é um amálgama com o wushu, que provem de três estilos baseados em animais, Garça, Tigre e o misterioso Dragão. Visando o equilíbrio da garça, a força do tigre e a sabedoria do dragão.